# Atella (Olaszország)
Atella község (comune) Olaszország Basilicata régiójában, Potenza megyében.

## Fekvése
A megye északi részén fekszik. Határai: Rionero in Vulture, Filiano, Ripacandida, Ruvo del Monte, San Fele, Bella, Calitri és Avigliano.

## Története
Egyes történészek véleménye szerint Atellát az azonos nevű campaniai városból származó rómaiak alapították az i.e 3 században, míg mások véleménye szerint az ókori Celenna helyén alakult ki, amelyről Vergilius is említést tett az Aineászban. Első írásos említése 1320-ból származik, amikor II. Károly nápolyi király újra osztotta a vidék hűbérbirtokait. 

## Népessége
A népesség számának alakulása:

## Főbb látnivalói
- bencés kolostor (15. század)
- Santa Maria ad Nives-dóm
- San Benedetto-templom
- Santi Vito és Lucia-templom